# Vuelo 242 de Southern Airways
El vuelo 242 de Southern Airways fue un vuelo regional estadounidense que realizó un aterrizaje de emergencia en una autopista de New Hope, Georgia, luego de que el granizo dañara sus motores y perdiera el empuje en una severa tormenta eléctrica el 4 de abril de 1977. El avión que realizaba este vuelo era un McDonnell Douglas DC-9.
En el momento del accidente el avión volaba desde Huntsville, Alabama a Atlanta, Georgia. Sesenta y tres personas a bordo fallecieron a bordo (incluidos los pilotos) junto con nueve personas en tierra. Veintitrés pasajeros sobrevivieron incluidas las auxiliares de vuelo. Uno de los pasajeros que sobrevivió inicialmente murió un mes después.

## Aeronave y tripulación

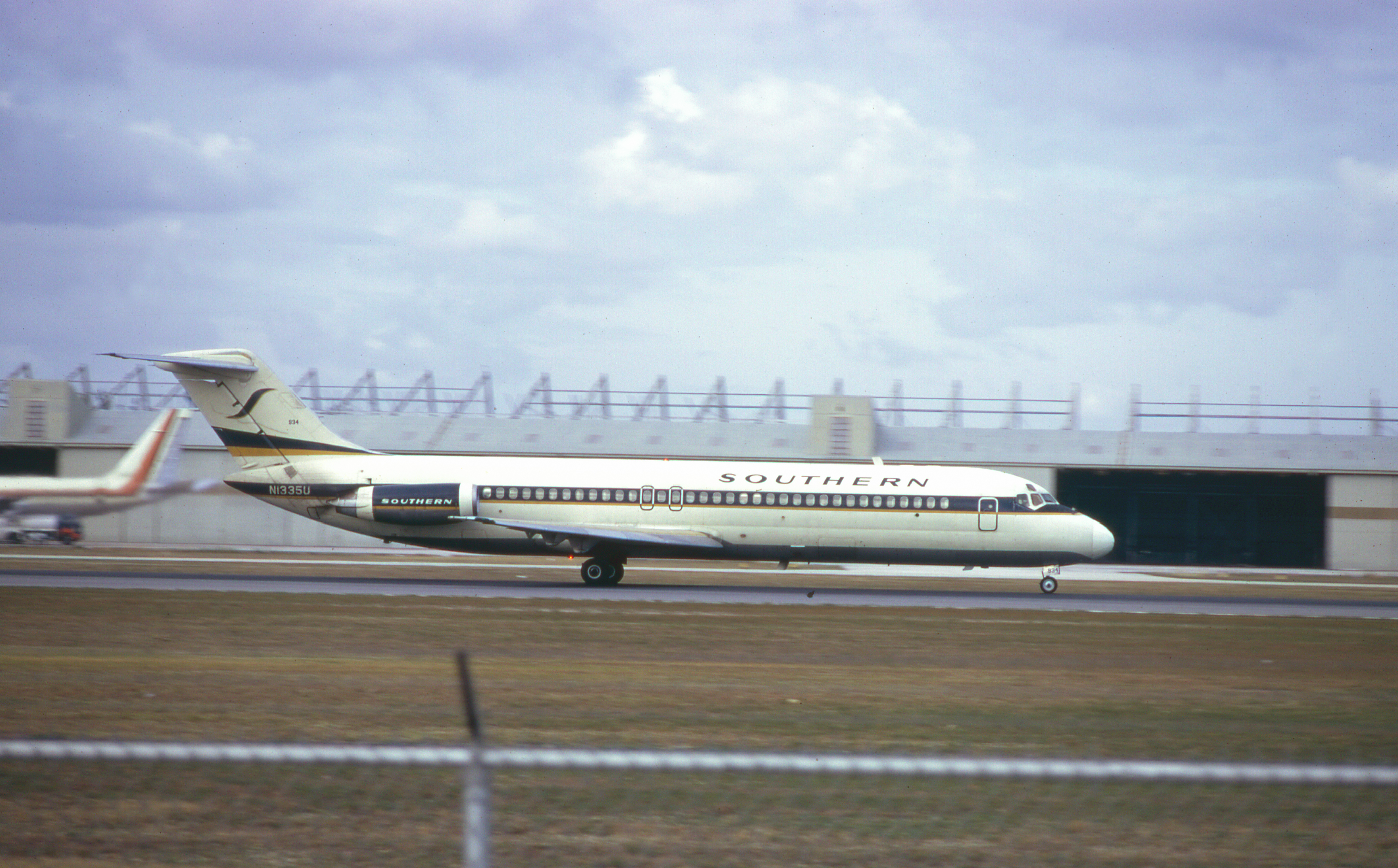
El avión involucrado en el accidente en 1973, fotografiado con una librea anterior.

La aeronave era un McDonnell Douglas DC-9-31 de 6 años y 6 meses entregado a Southern Airways en junio de 1971. 
La tripulación de vuelo estaba compuesta por el capitán William W. «Bill» McKenzie, de 54 años, un piloto muy experimentado con 19 380 horas de vuelo (incluidas 3205 horas en el DC-9), y el primer oficial Lyman W. Keele Jr., de 34 años, quien tuvo 3.878 horas de vuelo, 235 de ellas en el DC-9.

## Acontecimiento

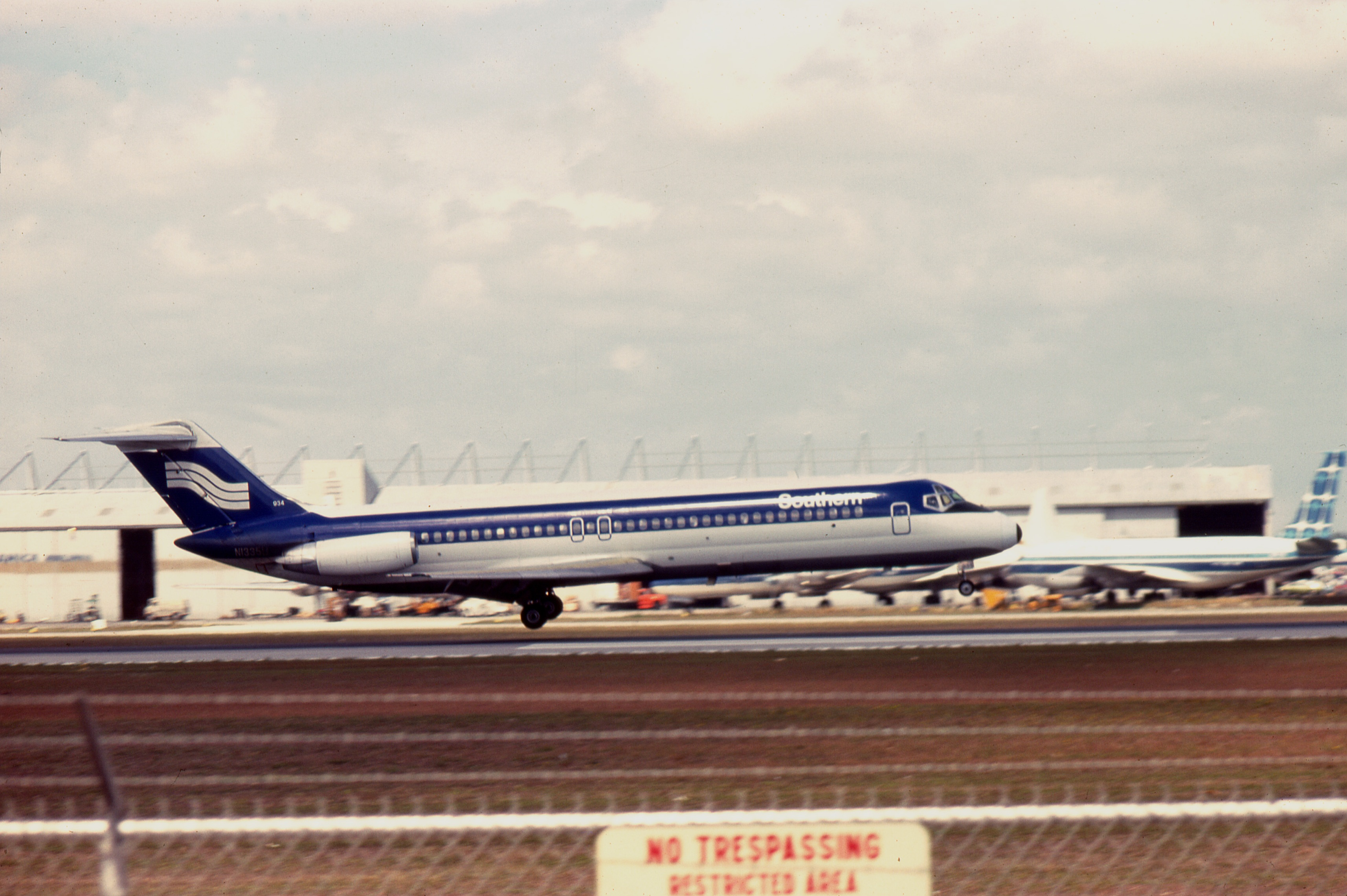
El avión accidentado en el Aeropuerto Internacional de Los Ángeles en abril de 1977.

La tripulación de vuelo, formada por el capitán Bill McKenzie y el copiloto Lyman Keele, informó la presencia de tormentas eléctricas y posibles tornados a lo largo de su ruta antes de salir de Huntsville, pero no se actualizó posteriormente luego de que las celdas de tormenta formaran un vendaval. La tripulación voló a través de esa misma área de Atlanta a tempranas horas del día y encontró solo una leve turbulencia y lluvias moderadas durante los vuelos.
El sistema meteorológico aparentemente se había intensificado en el ínterin, la actividad de pico convectiva fue mostrada más tarde en el radar de tierra para estar cerca de la localidad de Rome, Georgia, a donde el vuelo fue desviado para continuar por el control de tráfico aéreo. La tripulación intentaba señalar un camino a través de las céldas de tormenta que mostraba el radar del avión, pero el radar engañó a los pilotos con un efecto de atenuación y procedió hacia lo que creía era un área de baja intensidad, que fue el punto de actividad convectiva de pico atenuado por la lluvia.
Como el vuelo descendió de su altitud de crucero de 27,000 a 22,000 ft cerca de Rome, aparentemente entró en una celda de la tormenta y encontró una enorme cantidad de agua y granizo. El granizo fue tan fuerte que rompió el parabrisas del avión y debido a la ingestión de agua y granizo los dos motores se dañaron y se apagaron.
La tripulación intentó reiniciar los motores sin éxito, así que descendieron el avión mientras trataban de buscar un campo de aterrizaje de emergencia dentro de su alcance. El control de tráfico aéreo sugirió la Base de la Fuerza Aérea Dobbins, aproximadamente 32,18 km al este, como posible desembarque, pero estaba fuera del alcance. Otra opción era el Aeropuerto de Cartersville, un aeropuerto de aviación general a 24,14 km al norte con una pista mucho más corta destinado a aviones menos pesados que el DC-9. Esta opción también fue descartada por estar detrás de la ruta del avión y también fuera del alcance de los pilotos. Ahora la tripulación se quedaba sin opciones y altitud y se deslizaba con un parabrisas roto y sin potencia en los motores. Los pilotos hicieron contacto visual con el suelo y hallaron una sección recta de una carretera rural después. Allí realizaron el aterrizaje, pero durante el mismo el avión chocó contra una estación de gasolina, tiendas, estructuras cercanas y cercenó un poste de electricidad. Los pilotos y 60 pasajeros fallecieron debido al impacto del aterrizaje forzoso y el fuego producido por la colisión junto con ocho personas en tierra, pero 21 pasajeros sobrevivieron al igual que las dos auxiliares de vuelo. Inicialmente un pasajero sobrevivió al accidente y falleció el 5 de junio de 1977 y una persona en tierra gravemente herida murió un mes después. La NTSB definió las lesiones para ellos como graves y la Administración Federal de Aviación definió una lesión fatal como la que se produce en el lapso de 7 días del accidente.

## Investigación e informe final de la NTSB

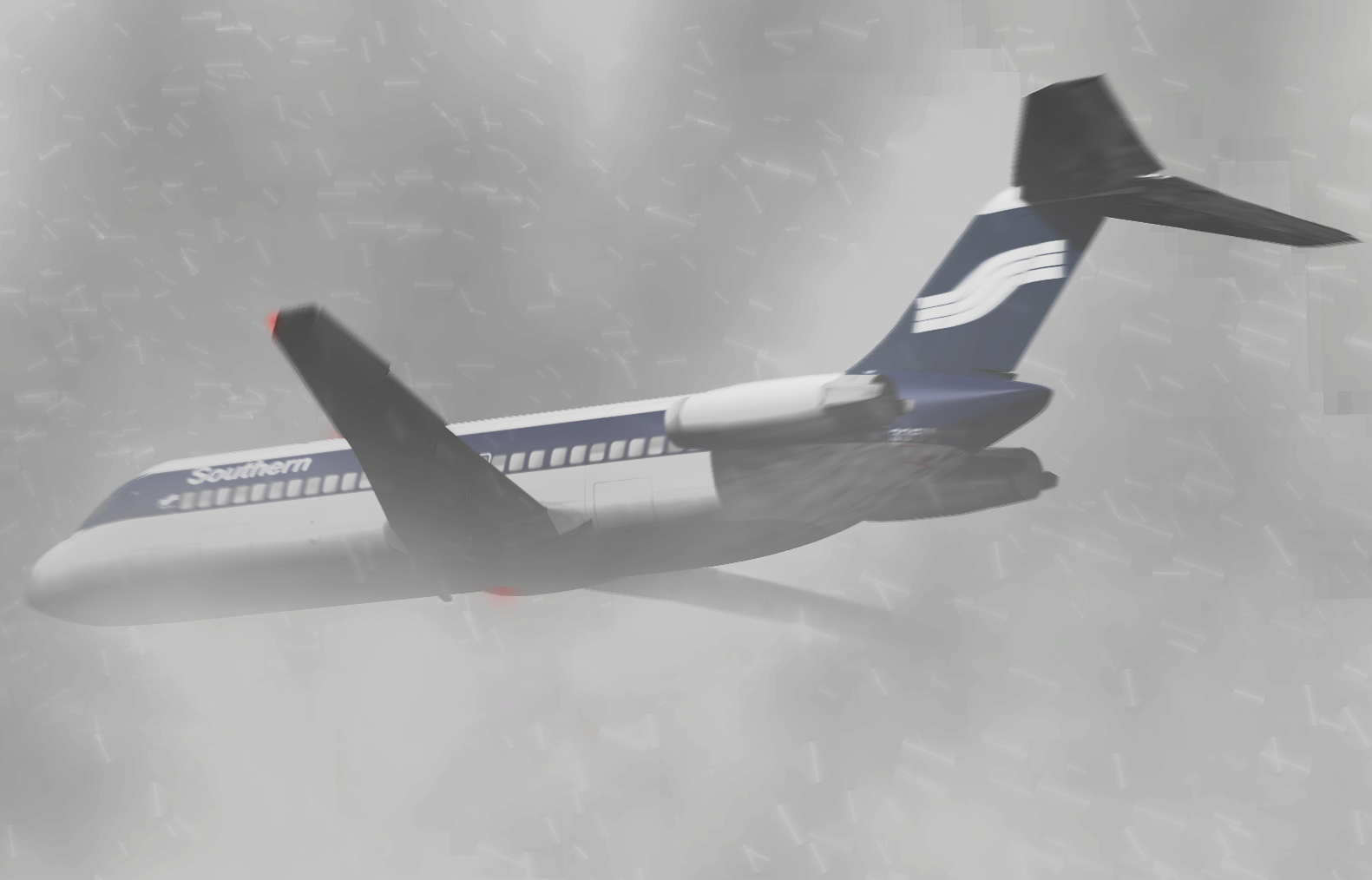
Recreación del avión dentro de la tormenta.

La NTSB investigó el accidente y concluyó la causa probable en su informe definitivo, emitido el 26 de enero de 1978:

La Junta Nacional de Seguridad del Transporte determina que la causa probable de este accidente fue la pérdida total y única de empuje de ambos motores, mientras que el avión entró en una zona de tormentas severas. La pérdida de empuje fue causada por la ingestión de grandes cantidades de agua y granizo que en combinación con el movimiento de palanca de empuje inducido por el grave estancamiento y daños a los compresores del motor.

La NTSB también incluyó los siguientes factores causantes del accidente:

Los principales factores incluyen el fracaso del sistema de distribución de la empresa para proporcionar a la tripulación información meteorológica actualizada relativa a la ruta prevista del avión del vuelo, dependencia del capitán del radar del avión para entrar a zonas de tormentas y limitaciones en el sistema de control de tráfico aéreo de la Administración Federal de Aviación que impidió la difusión en tiempo real de estas informaciones a la tripulación.

Francis H. McAdams, uno de los cuatro miembros en desacuerdo de la NTSB con los demás miembros presentó la siguiente causa probable del accidente en el mismo informe:

La causa probable de este accidente fue la decisión del capitán de entrar a una zona de tormentas severas en lugar de esquivarla, el fracaso para obtener toda la información meteorológica disponible a pesar de tener conocimiento de la gravedad de la celda de tormenta. La introducción resultó en una pérdida total de empuje de ambos motores debido a la ingestión de grandes cantidades de agua y granizo, que en combinación con la configuración avanzada del acelerador (inducida por el grave estancamiento y graves daños a los compresores del motor) lo que impidió que la tripulación reiniciara los motores. Además el sistema de distribución de la compañía había proporcionado el informe meteorológico a la tripulación para la información relativa a la ruta prevista del avión que realizó el vuelo. Es posible que las condiciones meteorológicas severas no fueran traspasadas si la tripulación contara con esta valiosa información.

McAdams también añadió la siguiente causa:

Contribuyó a la causa del accidente las deficiencias del sistema de control de tráfico aéreo de la Administración Federal de Aviación que prohíbe la difusión de información en tiempo real de las condiciones meteorológicas peligrosas a la tripulación del vuelo 242.

## Actuación de las auxiliares de vuelo

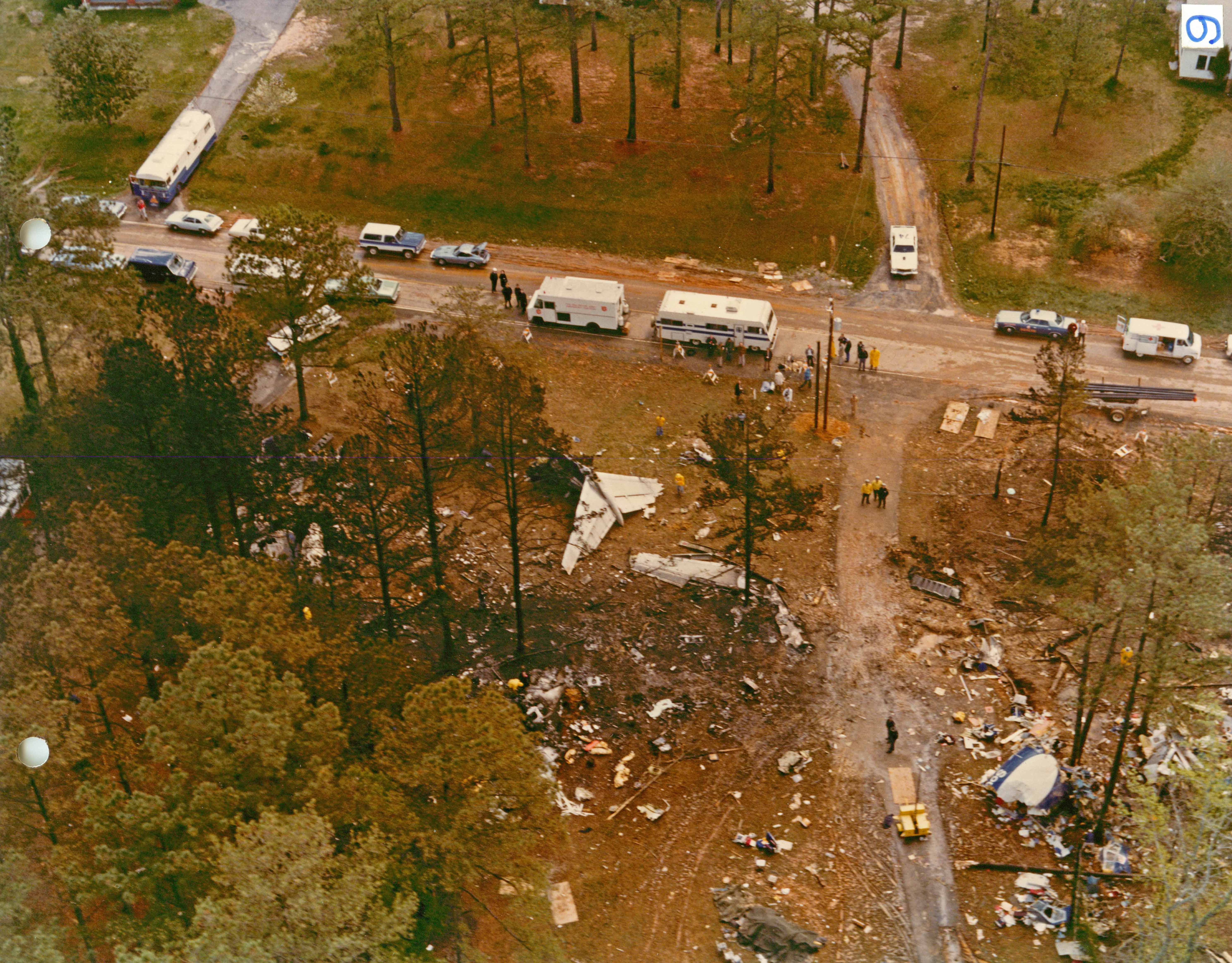
Vista aérea de los restos del accidente.

Las auxiliares de vuelo a bordo del vuelo 242 fueron Catherine Lemoine Cooper y Sandy Purl Ward.
La NTSB señaló en su informe que a pesar de que los pilotos no se comunicaron con la tripulación de cabina durante la emergencia, las auxiliares de vuelo informaron a los pasajeros de la situación y los prepararon para el aterrizaje de emergencia cuando el avión comenzó a descender. Justo antes del aterrizaje, sin previo aviso o la referencia de los pilotos acerca de la situación las auxiliares de vuelo vieron árboles por las ventanas y gritaron a los pasajeros la orden: «¡Prepárense para el impacto!», también ayudaron a evacuar a los pasajeros del avión en llamas luego del aterrizaje forzoso.
La NTSB concluyó que:

Las auxiliares de vuelo actuaron de forma encomiable para iniciar una amplia información de emergencia a los pasajeros para su protección en preparación para un aterrizaje. Esto contribuyó al número de sobrevivientes a bordo del avión.

Sandy Purl Ward escribió el libro Alive Am I? acerca de la experiencia y es oradora motivacional. En su libro describe la historia del accidente y la historia de entrada de la dirección de estrés de incidente crítico en la industria de la aviación.

## Lugar del accidente
La NTSB identificó el sitio del accidente como Autopista 92 Spur, dividiendo New Hope, Georgia. También incluyen las coordenadas geográficas 33°57′45″ N 84°47′13″ O. Además el informe de la NTSB incluye una descripción del lugar del accidente, dibujado a mano con una X en un círculo dentro de un gráfico de seccionales de aviación. Las denominaciones de la carretera han cambiado a partir del año 2006. La sección de carretera utilizada para el aterrizaje forzoso, anteriormente llamada Autopista 92 Spur del Estado de Georgia ahora se llama Autopista Dallas - Acworth (ruta 381 del Estado de Georgia). En la pequeña comunidad de New Hope, en el condado de Paulding, se realizó un memorial en homenaje a los sobrevivientes y fallecidos en el accidente del vuelo 20 años después, en 1997 todavía aparece en los mapas desde el año 2006. El sitio está a 17,7 km del Aeropuerto de Cartersville y 24,9 km de la base de la Fuerza Aérea Dobbins.
El campo de Moore Cornelius, entre Cedartown y Rockmart, estaba a unos 20,5 km detrás de la tripulación del vuelo 242 de Southern Airways al momento del accidente.

## Dramatización
Este accidente fue presentado en un episodio de la quinta temporada de la serie de televisión canadiense Mayday: catástrofes aéreas, titulado «Aterrizaje fatal» en Hispanoamérica y «Tormenta en el sur» en España.